# Стрельников, Дмитрий Александрович (учёный)
Дмитрий Александрович Стрельников (23 октября (4 ноября) 1881, станица Пресновская, Петропавловский уезд, Акмолинская область, Российская империя — 5 декабря 1964, Томск) — русский, советский учёный, специалист в области горного дела. Среди его учеников — 15 Героев Социалистического Труда.

## Биография
Родился 23 октября (4 ноября) 1881 года в станице Пресновская Петропавловского уезда Акмолинской области в семье чиновника.
Окончил Омскую гимназию (с серебряной медалью), затем — горное отделение Томского технологического института (1908, первый выпуск).
В 1909 году начал преподавать в Томском коммерческом училище, с 1912 по 1929 год — заведующий горным отделением. С 1920 года преподавал также в ТПИ, с 1925 года — доцент, с 1927 года — профессор.
В 1930—1933 годах заместитель директора по научной работе, заведующий горно-геологоразведочныи отделом НИИ «Кузбассуголь».
В 1940 году присвоено звание доктора наук.

## Общественная работа
1939—1947 годы — депутат Кировского районного Совета г. Томска.

## Награды и звания
В 1948 году присвоено персональное звание горного генерального директора III ранга, в 1948 году — звание «Заслуженный деятель науки и техники РСФСР».
Награждён орденом Ленина (1948). орденом Трудового Красного Знамени (1946), орденом Красной Звезды (1944), медалью «За доблестный труд в Великой Отечественной войне 1941—1945 гг.», нагрудным знаком «Шахтёрская слава» I степени.